# Горгољичино (Латина)
Горгољичино је насеље у Италији у округу Латина, региону Лацио.
Према процени из 2011. у насељу је живело 280 становника. Насеље се налази на надморској висини од 24 м.